# Евсевий (Саввин)
Митрополи́т Евсе́вий (в миру Николай Афанасьевич Саввин; род. 15 мая 1939, с. Стегаловка, Курская область (ныне Липецкая область)) — архиерей Русской православной церкви на покое. Бывший митрополит Псковский и Порховский.
Тезоименитство — 4 (17) октября (мученика Евсевия Лаодикийского).

## Биография
В 1956 году окончил среднюю школу.
В 1961 году окончил Московскую Духовную семинарию, после чего поступил в Московскую духовную академию.
В 1963 году поступил в братство Троице-Сергиевой Лавры.
15 октября 1964 года наместником Лавры архимандритом Пименом (Хмелевским) пострижен был в монашество с именем в честь мученика Евсевия и рукоположён во иеродиакона архиепископом Донатом (Щёголевым).
В 1965 году окончил Московскую Духовную академию со степенью кандидата богословия за сочинение «Церковно-литературная деятельность святителя Тихона, епископа Воронежского».
14 ноября 1965 года рукоположён во иеромонаха митрополитом Ленинградским и Ладожским Никодимом (Ротовым). 25 ноября того же года определением Священного Синода направлен на служение в Русскую духовную миссию в Иерусалиме в должности секретаря.
В 1969 году возвратился из миссии, назначен секретарем Воронежского епархиального управления.
С 1971 года — вновь в братии Троице-Сергиевой Лавры.
В 1974 году окончил аспирантуру при Московской Духовной академии.
В 1977 году Патриархом Пименом возведён в сан архимандрита и утверждён благочинным Троице-Сергиевой Лавры.
С 1982 года по март 1984 года исполнял обязанности наместника Троице-Сергиевой Лавры.
Посетил Иорданию, Грецию, Кипр, Святую Гору Афон, Болгарию, Египет.
В 1982 году был почётным гостем на Всемирной конференции «Религиозные деятели за спасение священного дара жизни от ядерной катастрофы».
28 марта 1984 года постановлением Священного Синода определено быть епископом Алма-Атинским и Казахстанским.

### Архиерейство
1 апреля 1984 года в Богоявленском соборе в Елохове хиротонисан во епископа Алма-Атинского и Казахстанского.
Выступал в защиту прав верующих, добиваясь свободного посещения богослужений для граждан.
Благодаря усиленным трудам епископа Евсевия православной церкви был возвращён кафедральный собор города Уральска, в Чимкенте был построен и освящён собор Святителя Николая Чудотворца (1988). Удалось открыть и зарегистрировать женский монастырь в честь иконы Божией Матери «Взыскание погибших». В Целинограде были открыты несколько храмов, для служения в них рукополагали новых священников.
20 июля 1990 года решением Священного Синода назначен епископом Куйбышевским и Сызранским. Не без участия нового архиерея 25 января 1991 городу Куйбышеву вернулось старое название Самара. 31 января 1991 года титул изменён на «Самарский и Сызранский».
Был открыт Иверский женский монастырь. Он регистрировал и открывал церковные печатные органы — газету «Благовест» и «Самарские епархиальные ведомости».

### Псковская епархия
23 февраля 1993 года назначен архиепископом Псковским и Великолукским.
25 февраля 2008 года патриархом Алексием II возведён в сан митрополита.
За эти годы построено и восстановлено более 100 храмов и часовен. Возрождена монашеская жизнь в Святогорском, Мирожском, Снетогорском, Крыпецком, Никандровском, Елеазаровском, Творожковском, Введенском и Симанском Спасо-Казанском монастырях. Дальнейшее развитие получил Псково-Печерский монастырь, который по-прежнему является духовным центром Псковской епархии, ведет миссионерскую деятельность, занимается благотворительностью. Налажен выпуск вестника Псковской епархии «Благодатные лучи» и нескольких приходских церковных газет. В Мирожском монастыре открыта иконописная школа.
За время своего пребывания на Псковской кафедре архиепископ Евсевий совершил около 200 рукоположений в пресвитеры и в диаконы.
25 декабря 2014 года, решением Священного синода, из состава Псковской епархии была выделена Великолукская епархия, и в связи с этим титул был изменён на: «Псковский и Порховский». Тем же решением была образована Псковская митрополия, главой которой был назначен митрополит Евсевий.
14 мая 2018 года Священный синод рассмотрел прошение митрополита Евсевия о почислении его на покой в связи с достижением 75-летнего возраста и удовлетворил его, местом пребывания на покое митрополита Евсевия определен Свято-Успенский Псково-Печерский монастырь.

## Публикации
- Архиепископ Севастийский Афинагор (некролог) // Журнал Московской Патриархии. 1966. — № 8. — C. 41-44.
- Вечная память почившим! [Александра (Глазунова), схимонахиня, Русская Духовная Духовная Миссия в Иерусалиме] // Журнал Московской Патриархии. 1969. — № 3. — C. 26.
- В день памяти Преподобного Сергия // Журнал Московской Патриархии. М., 1977. — № 7. — C. 32-33.
- Речь при наречении во епископа Алма-Атинского и Казахстанского // Там же. 1984. № 6. С. 10-15
- [Выступление] // Поместный собор РПЦ, 6-9 июня 1988: Материалы. — М., 1990. — С. 422;
- Истина одна, Церковь едина. Слова, обращения и послания (1984—2004). — Псков: Псковская областная типография, 2004. — 320 с.
- Без выходных и отдыха // Мы все были у него в сердце: воспоминания об архимандрите Кирилле (Павлове) : [посвящается 100-летию со дня рождения]. — Сергиев Посад: Свято-Троицкая Сергиева лавра, 2019. — C. 23-24

## Награды
Церковные
- Орден святого благоверного князя Даниила Московского I (2014)[6] и II степени
- Орден преподобного Сергия Радонежского I (2009)[7], II и III степени
- Орден святого равноапостольного великого князя Владимира II степени
- медаль Иерусалимской Церкви

Светские
- Орден Почёта (17 июня 1999 года) — за заслуги перед государством, многолетний добросовестный труд и большой вклад в укрепление дружбы и сотрудничества между народами[8]
- Почётная грамота Президента Российской Федерации (27 апреля 2015 года) — за достигнутые трудовые успехи, активную общественную деятельность, заслуги в патриотическом воспитании молодёжи и многолетнюю добросовестную работу[9]